# Hygiella pygidialis
Hygiella pygidialis là một loài ruồi trong họ Tachinidae.